# Manfred Bergner
Manfred Herbert Bergner (* 12. November 1926 in Gera) ist ein deutscher Jurist und ehemaliger Hochschullehrer.

## Leben
Nach dem Schulabschluss studierte Bergner von 1948 bis 1951 Rechtswissenschaften und promovierte 1956 an der Universität Leipzig zum Dr. jur. 1960 erfolgte seine Berufung zum Dozenten für Verkehrsrecht an der Hochschule für Verkehrswesen in Dresden. Bis 1962 war er Leiter des Lehrstuhls für Verkehrsrecht. Danach wurde er Direktor des Instituts für Verkehrsrecht an der genannten Hochschule für Verkehrswesen in Dresden. 1971 habilitierte er sich an der Sektion Rechtswissenschaften der Universität Leipzig. Zuletzt war er ordentlicher Professor für sozialistisches Wirtschaftsrecht an der Universität Leipzig.
Er war Mitglied der Gesellschaft für Völkerrecht der DDR. Sein Forschungsschwerpunkt war das Verkehrsrecht in der DDR.

## Schriften (Auswahl)
- Die Besonderheiten der zivilrechtlichen Verantwortlichkeit (Haftung) aus dem Frachtvertrag. Berlin 1958.
- Der Transportvertrag im Binnengüterverkehr der Deutschen Demokratischen Republik. Leipzig 1971.
- Verkehrsrecht, Lehrbrief 1. Gütertransportrecht der DDR. Dresden 1979.
- Personenbeförderungsrecht. Transpress Verlag, Berlin 1980.